# The Magnolia Electric Co.
The Magnolia Electric Co. ist das neunte und letzte Musikalbum von Songs: Ohia unter dem bisherigen Bandnamen. Es ist das somit auch das letzte Werk, das vor allem aus sehnsuchtsvollen, introvertierten Balladen wie „Farewell Transmission“, „Just Be Simple“ oder „Peoria Lunchbox Blues“ (feat. Jennie Bedford) besteht. Produziert wurde es 2003 von Steve Albini (produzierte auch Alben von Nirvana, Bush oder PJ Harvey) in Chicago.
Im Anschluss versammelt Frontmann Jason Molina eine neue konstante Gruppe um sich, während er bisher mit oft wechselnden Musikern zusammengearbeitet hatte und es sich bei Songs:Ohia eher um ein Solo-Projekt seinerseits gehandelt hatte. Mit der neuen Band Magnolia Electric Co., deren Name sich auf dieses Album bezieht, wird der Sound lebhafter, country-lastiger, lauter und rockiger.

## Veröffentlichung
Das Album wurde am 10. März 2003 von Secretly Canadian als CD und Schallplatte veröffentlicht. Beide Auflagen tragen die Bestellnummer SC076 und sind im Handel erhältlich.

## Titelliste
Alle Texte wurden von Jason Molina verfasst und auch gesungen (außer "Peoria Lunch Box Blues", für das Scout Niblett die Gastvocals übernahm, und "The Old Black Hen", das von Lawrence Peters gesungen wurde).
1. Farewell Transmission – 7:22
2. I've Been Riding With The Ghost – 3:20
3. Just Be Simple – 4:20
4. Almost Was Good Enough – 4:28
5. The Old Black Hen – 5:48
6. Peoria Lunch Box Blues – 5:48
7. John Henry Split My Heart – 6:09
8. Hold On Magnolia – 7:51

Die japanische Version des Albums enthielt zudem den Zusatztrack "The Big Game Is Every Night".